# Papp-Kincses Emese
Papp-Kincses Emese (Marosvásárhely, 1943. május 5. – Csíkszereda, 2014. július 20.) erdélyi magyar irodalomtörténész, publicista. Kincses Elemér és Kincses Előd testvére.

## Életútja
Szülővárosában, a Bolyai Farkas Líceumban érettségizett 1960-ban, majd a Babeș-Bolyai Egyetemen szerzett tanári diplomát magyar–német szakon (1965). Tanított Kisbaconban, Gyergyóalfaluban, Csíkszeredában. A két világháború közötti erdélyi magyar történelmi regényről írt értekezésével – amelyből a Romániai Magyar Írók sorozatban megjelent, általa sajtó alá rendezett Fekete vőlegényekhez, Gulácsy Irén regényéhez írott bevezető tanulmánya született (1985) – megszerezte az irodalomtudományok doktora címet (1979). A diktatúra bukása után az RMDSZ Hargita megyei titkára, a Csíki Területi Választmány tagja; 1991–94 között az EMKE alelnöke. 1990 tavaszán a csíkszeredai RMDSZ-Értesítő, 1991–92-ben a Csíki Lapok szerkesztőbizottsági tagja. Közéleti szereplésének ezt az időszakát idézi fel személyes töltetű, vallomásos számvetése (Virrassz velem, Csíkszereda 1999).

## Munkássága
Közíróként a Hargita Népében és a Csíki Lapokban közölt elsősorban, de munkatársa a Valóságnak, a Művelődésnek, a Romániai Magyar Szónak is. Az ő kezdeményezésére hirdette meg a Csíki Lapok híressé vált „Menni vagy maradni”-pályázatát; itt megjelent csángó tárgyú írása (Milyen csúfot űztek belőlünk) a budapesti Magyarok a Magyarokért Alapítvány pályázatán I. díjban részesült.
Átdolgozta Páskándi Géza A költő visszatér című rockoperáját, amelyet Csíkszeredában 1996. március 15-én Ne késsetek, harangok címmel mutattak be. Orvos férjével közös munkájáról Csengők és szívhangok címmel, Sütő András forgatókönyve alapján TV-filmet készített a bukaresti magyar szerkesztőség.

## Kitüntetései
- A Magyar Érdemrend tisztikeresztje (2014)